# Симеон Стоянов
Симеон Стоянов Стоянов е български поет, член на Съюза на българските писатели.
Завършил е агрономство в София, работил като агроном и журналист. Автор на стихосбирките „Изворите не пресъхват“ и „Сок на доброто“.
По негов текст е песента „Среща“ на Щурците („Край реката редят се, редят се тополите...“).